# Copa de Naciones del Golfo de 2004
La Copa de Naciones del Golfo de 2004, oficialmente 17ma Copa del Golfo Arábigo (en inglés: 17th Arabian Gulf Cup; y en árabe: كأس الخليج العربي 17‎), fue la decimoséptima edición de la Copa de Naciones del Golfo, torneo de fútbol a nivel de selecciones nacionales organizado por la Unión de Asociaciones de fútbol árabes (UAFA). Se llevó a cabo en Catar, del 10 al 24 de diciembre de 2004, y por primera vez, contó con la participación de 8 seleccionados nacionales masculinos, tras la confirmación del retorno de Irak luego de 16 años sin participar.
El seleccionado catarí se quedó con el título al superar en la final a Omán por medio de los tiros desde el punto penal, después de igualar 1-1 durante el tiempo regular.

## Sedes
La ciudad capital de Omán, Mascate, fue elegida como sede del torneo. Los partidos se disputaron en dos estadios.
| Doha                               | Rayán                          |
| ---------------------------------- | ------------------------------ |
| Municipio de Ad Dawhah (UTC+03:00) | Municipio de Rayán (UTC+03:00) |
| Estadio Jassim bin Hamad           | Estadio Ahmed bin Ali          |
| Capacidad: 15 000                  | Capacidad: 22 349              |
|                                    |                                |

## Formato
Las 8 selecciones participantes fueron divididas en 2 grupos de 4 equipos cada una. Dentro de cada grupo, las selecciones se enfrentaron bajo el sistema de todos contra todos, a una sola rueda, de manera tal que cada una de ellas disputó tres partidos. Los puntos se computaron a razón de 3 —tres— por partido ganado, 1 —uno— en caso de empate y 0 —cero— por cada derrota.
Las dos selecciones mejor ubicadas en la tabla de posiciones final de cada grupo pasaron a las semifinales. En dicha instancia, el primero de una zona enfrentó al segundo de la otra en un solo partido. Los perdedores disputaron el partido por el tercer puesto. Los ganadores se cruzaron en la final, cuyo vencedor se consagró campeón.

## Equipos participantes
| Equipos participantes | Equipos participantes  | Equipos participantes | Equipos participantes |
| --------------------- | ---------------------- | --------------------- | --------------------- |
| Arabia Saudita        | Catar                  | Irak                  | Omán                  |
| Baréin                | Emiratos Árabes Unidos | Kuwait                | Yemen                 |

## Fase de grupos
- Los horarios son correspondientes a la hora de Catar (UTC+3:00).

### Grupo A
| Selección              | Pts | PJ | PG | PE | PP | GF | GC | Dif |
| ---------------------- | --- | -- | -- | -- | -- | -- | -- | --- |
| Omán                   | 6   | 3  | 2  | 0  | 1  | 6  | 4  | 2   |
| Catar                  | 5   | 3  | 1  | 2  | 0  | 7  | 6  | 1   |
| Emiratos Árabes Unidos | 2   | 3  | 0  | 2  | 1  | 4  | 5  | –1  |
| Irak                   | 2   | 3  | 0  | 2  | 1  | 5  | 7  | –2  |

| 10 de diciembre de 2004 | Catar                    | 2:2 (0:1) | Emiratos Árabes Unidos | Estadio Jassim bin Hamad, Doha |  |
| 20:30 (UTC+3:00)        | Jassem 89' · Rizik 90+1' |           | Khater 41' · Matar 83' |                                |  |

| 10 de diciembre de 2004 | Irak       | 1:3 (0:1) | Omán                               | Estadio Jassim bin Hamad, Doha |  |
| 22:30 (UTC+3:00)        | Farhan 56' |           | Al Hosni 28', 47' · Al-Noufali 53' |                                |  |

| 13 de diciembre de 2004 | Omán                          | 2:1 (0:1) | Emiratos Árabes Unidos | Estadio Jassim bin Hamad, Doha |  |
| 17:30 (UTC+3:00)        | Mudhafar 73' · Al-Maimani 85' |           | Masoud 45'             |                                |  |

| 13 de diciembre de 2004 | Irak                                      | 3:3 (1:2) | Catar                          | Estadio Jassim bin Hamad, Doha |  |
| 19:30 (UTC+3:00)        | Farhan 15' · Akram 53' · Abdul-Amir 90+2' |           | Mohammed 38' · Jassem 43', 58' |                                |  |

| 16 de diciembre de 2004 | Omán      | 1:2 (1:2) | Catar                        | Estadio Jassim bin Hamad, Doha |  |
| 17:30 (UTC+3:00)        | Saeed 26' |           | Al-Shammari 11' · Bechir 28' |                                |  |

| 16 de diciembre de 2004 | Emiratos Árabes Unidos | 1:1 (0:0) | Irak      | Estadio Ahmed bin Ali, Rayán |  |
| 17:30 (UTC+3:00)        | Khalil 78'             |           | Munir 90' |                              |  |

### Grupo B
| Selección      | Pts | PJ | PG | PE | PP | GF | GC | Dif |
| -------------- | --- | -- | -- | -- | -- | -- | -- | --- |
| Kuwait         | 7   | 3  | 2  | 1  | 0  | 6  | 2  | 4   |
| Baréin         | 5   | 3  | 1  | 2  | 0  | 5  | 2  | 3   |
| Arabia Saudita | 3   | 3  | 1  | 0  | 2  | 3  | 5  | –2  |
| Yemen          | 1   | 3  | 0  | 1  | 2  | 1  | 6  | –5  |

| 11 de diciembre de 2004 | Yemen     | 1:1 (0:1) | Baréin     | Estadio Ahmed bin Ali, Rayán |  |
| 17:30 (UTC+3:00)        | Ghazi 47' |           | Yousef 25' |                              |  |

| 11 de diciembre de 2004 | Arabia Saudita | 1:2 (1:0) | Kuwait                   | Estadio Ahmed bin Ali, Rayán |  |
| 19:30 (UTC+3:00)        | Al-Qahtani 14' |           | Neda 75' · Al-Mutawa 88' |                              |  |

| 14 de diciembre de 2004 | Kuwait      | 1:1 (1:1) | Baréin   | Estadio Ahmed bin Ali, Rayán |  |
| 17:30 (UTC+3:00)        | Jarragh 15' |           | Baba 44' |                              |  |

| 14 de diciembre de 2004 | Yemen | 0:2 (0:1) | Arabia Saudita                  | Estadio Ahmed bin Ali, Rayán |  |
| 19:30 (UTC+3:00)        |       |           | Al-Otaibi 34' · Al-Shahrani 47' |                              |  |

| 17 de diciembre de 2004 | Baréin                             | 3:0 (0:0) | Arabia Saudita | Estadio Ahmed bin Ali, Rayán |  |
| 17:30 (UTC+3:00)        | Marzouk 64' · Isa 79' · Yousef 90' |           |                |                              |  |

| 17 de diciembre de 2004 | Kuwait                              | 3:0 (0:1) | Yemen | Estadio Jassim bin Hamad, Doha |  |
| 17:30 (UTC+3:00)        | Abdullah 17', 90+1' · Al-Mutawa 80' |           |       |                                |  |

## Fase de eliminatorias

### Cuadro de desarrollo
|  | Semifinales            | Semifinales |                              |       | Final | Final |
|  |                        |             |                              |       |       |       |
|  | 20 de diciembre – Doha |             |                              |       |       |       |
|  |                        |             |                              |       |       |       |
|  | Omán                   | 3           |                              |       |       |       |
|  | Omán                   | 3           | 24 de diciembre – Doha       |       |       |       |
|  | Baréin                 | 2           |                              |       |       |       |
|  | Baréin                 | 2           | Omán                         | 1 (4) |       |       |
|  | 20 de diciembre – Doha |             | Omán                         | 1 (4) |       |       |
|  |                        | Catar (p.)  | 1 (5)                        |       |       |       |
|  | Kuwait                 | Catar (p.)  | 1 (5)                        | 0     |       |       |
|  | Kuwait                 |             |                              | 0     |       |       |
|  | Catar                  | 2           |                              |       |       |       |
|  | Catar                  | 2           | Partido por el tercer puesto |       |       |       |
|  |                        |             |                              |       |       |       |
|  | 23 de diciembre – Doha |             |                              |       |       |       |
|  |                        |             |                              |       |       |       |
|  | Baréin                 | 3           |                              |       |       |       |
|  | Baréin                 | 3           |                              |       |       |       |
|  | Kuwait                 | 1           |                              |       |       |       |

### Semifinales
| 20 de diciembre de 2004 | Omán                               | 3:2 (1:0) | Baréin                  | Estadio Jassim bin Hamad, Doha |  |
| 17:30 (UTC+3:00)        | Al Hosni 44', 83' · Al-Maimani 51' |           | Mahmood 52' · Naser 77' |                                |  |

| 20 de diciembre de 2004 | Kuwait | 0:2 (0:1) | Catar                  | Estadio Jassim bin Hamad, Doha |  |
| 20:30 (UTC+3:00)        |        |           | Bechir 39' · Kamil 90' |                                |  |

### Tercer puesto
| 23 de diciembre de 2004 | Baréin                                   | 3:1 (1:0) | Kuwait      | Estadio Jassim bin Hamad, Doha |  |
| 17:30 (UTC+3:00)        | Neda 32' (a.g.) · Hubail 57' · Naser 90' |           | Khudair 35' |                                |  |

### Final
| 24 de diciembre de 2004 | Omán           | 1:1 (1:1) (4:5 p.) | Catar    | Estadio Jassim bin Hamad, Doha |  |
| 19:30 (UTC+3:00)        | Al-Maimani 26' |                    | Rizik 4' |                                |  |

|                  |
| Bandera de Catar |
| Campeón          |
| Catar            |
| 2.º título       |

## Estadísticas

### Tabla general
| Pos. | Equipo                 | Pts | PJ | PG | PE | PP | GF | GC | Dif. | Rend.  |
| ---- | ---------------------- | --- | -- | -- | -- | -- | -- | -- | ---- | ------ |
| 1    | Catar                  | 9   | 5  | 2  | 3  | 0  | 10 | 7  | 3    | 60%    |
| 2    | Omán                   | 10  | 5  | 3  | 1  | 1  | 10 | 7  | 3    | 66,66% |
| 3    | Baréin                 | 8   | 5  | 2  | 2  | 1  | 10 | 6  | 4    | 53,33% |
| 4    | Kuwait                 | 7   | 5  | 2  | 1  | 2  | 7  | 7  | –1   | 46,66% |
| 5    | Arabia Saudita         | 3   | 3  | 1  | 0  | 2  | 3  | 5  | –2   | 33,33% |
| 6    | Emiratos Árabes Unidos | 2   | 3  | 0  | 2  | 1  | 4  | 5  | –1   | 22,22% |
| 7    | Irak                   | 2   | 3  | 0  | 2  | 1  | 5  | 7  | –2   | 22,22% |
| 8    | Yemen                  | 1   | 3  | 0  | 1  | 2  | 1  | 6  | –5   | 11,11% |

### Goleadores
| Jugador             | Selección | Goles |
| ------------------- | --------- | ----- |
| Amad Al Hosni       | Omán      | 4     |
| Badar Al-Maimani    | Omán      | 3     |
| Waleed Jassem       | Catar     | 3     |
| Bashar Abdullah     | Kuwait    | 2     |
| Bader Al-Mutawa     | Kuwait    | 2     |
| Sayed Ali Bechir    | Catar     | 2     |
| Razzaq Farhan       | Irak      | 2     |
| Duaij Naser Abdulla | Baréin    | 2     |
| Wesam Rizik         | Catar     | 2     |
| Talal Yousef        | Baréin    | 2     |

### Mejor jugador
| Jugador      | Selección |
| ------------ | --------- |
| Talal Yousef | Baréin    |

### Mejor guardameta
| Jugador      | Selección |
| ------------ | --------- |
| Ali Al Habsi | Omán      |